# Giuseppe Merci
Giovanni Giuseppe Bartolomeo Vincenzo Merci, conte di Willedal, in arte Joseph Pinetti de Mercì (Orbetello, 3 gennaio 1750 – Berdyčiv, 1804?), è stato un artista e illusionista italiano ed è considerato il più grande prestigiatore del XVIII secolo.

## Biografia
Figlio di Luigi Bartolomeo Merci e Elisabetta Lavenzi, incominciò a calcare le scene o ad esibirsi privatamente in salotti sin da giovanissimo, raggiungendo la maturità artistica verso i trent'anni e facendosi conoscere ovunque in Europa.
Mago, prestigiatore, fisico e matematico, Pinetti ancorché contemporaneo di Cagliostro impostò su basi fisiche e meccaniche le proprie esibizioni artistiche che presero il nome di magia bianca, per distinguersi dai trucchi dei ciarlatani che si vantavano di poteri soprannaturali a fini truffaldini.
Dopo un periodo in Svizzera, ebbe grande successo in Germania nel 1782
dove si esibiva sotto lo pseudonimo di Joseph Pinetti "professore di matematica di Roma".
Pinetti, grazie al suo talento, visse nella agiatezza e nel lusso e nella sua carriera egli si attribuì alcuni falsi titoli (Cavaliere M. Giuseppe Pinetti Wildal de Mercì, Cavaliere dell'Ordine Tedesco del Meritevole Filippo, Professore di Matematica e filosofia naturale, Pensionato della Corte di Prussia, protetto di tutta la Reale famiglia di Francia, membro dell'Accademia Reale di Scienze e Belle lettere di Bordeaux) ma tutto ciò fu una messa in scena per attirare clienti.
Lo sfarzo e la pompa che Merci ostentava irritarono l'allora re Federico II di Prussia che incontrandolo per le strade di Berlino a bordo di una sfarzosa carrozza, saputo che si trattava di un mago in tournée, gli fece intimare l'ordine di lasciare la città entro 24 ore.
Ormai famoso, questo eccentrico personaggio nel 1784 pubblicò in francese e in inglese lo scritto "Divertimenti fisici e vari esperimenti divertenti composti e eseguiti, sia a Parigi che in varie corti d'Europa dal signor Joseph Pinetti".
Ebbe il suo alter ego in Henri Decremps, giurista e matematico che sempre nel 1784 pubblicò il volume "La magia bianca svelata o spiegazione dei sorprendenti giochi di prestigio ammirati da qualche tempo nella Capitale e nella provincia".
Successivamente, nel 1796 raggiunse l'Impero Russo dove ottenne riconoscimenti, fama e successo anche presso la corte dello Zar e dove, dopo alcune imprese bizzarre e fallimentari, morì indigente a Berdyčiv (oggi Ucraina), probabilmente nel 1804.
Nel 2022 è uscito un libro che illustra con moltissima documentazione, anche inedita, la vita artistica e umana dell'artista toscana. Si intitola Pinetti, l'illusionista che nobilitò l'arte magica, scritto da Alex Rusconi e edito da Florence Art, con la prefazione del mago Silvan.